# Агуи
Агуи (яп. 阿久比町 Агуи-тё:) — посёлок в Японии, находящийся в уезде Тита префектуры Айти. Площадь посёлка составляет 23,94 км², население — 27 345 человек (1 июня 2014), плотность населения — 1142,23 чел./км².

## Географическое положение
Посёлок расположен на острове Хонсю в префектуре Айти региона Тюбу. С ним граничат города Ханда, Токонамэ, Тита и посёлок Хигасиура.

## Население
Население посёлка составляет 27 345 человек (1 июня 2014), а плотность — 1142,23 чел./км². Изменение численности населения с 1980 по 2005 годы:
| 1980 | 20 880 чел. |  |
| 1985 | 23 341 чел. |  |
| 1990 | 23 932 чел. |  |
| 1995 | 23 890 чел. |  |
| 2000 | 24 028 чел. |  |
| 2005 | 24 577 чел. |  |

## Символика
Деревом посёлка считается Ilex integra, цветком — цветок сливы японской.